# Lenguas hibito-cholón
Las lenguas hibito-cholón o hibito-cholonas son un grupo de dos lenguas probablemente emparentadas y actualmente casi extintas habladas en Perú, lo mayoría se extinguieron hasta finales del siglo XX. El cholón actualmente cuenta, sin embargo, con solo dos hablantes.

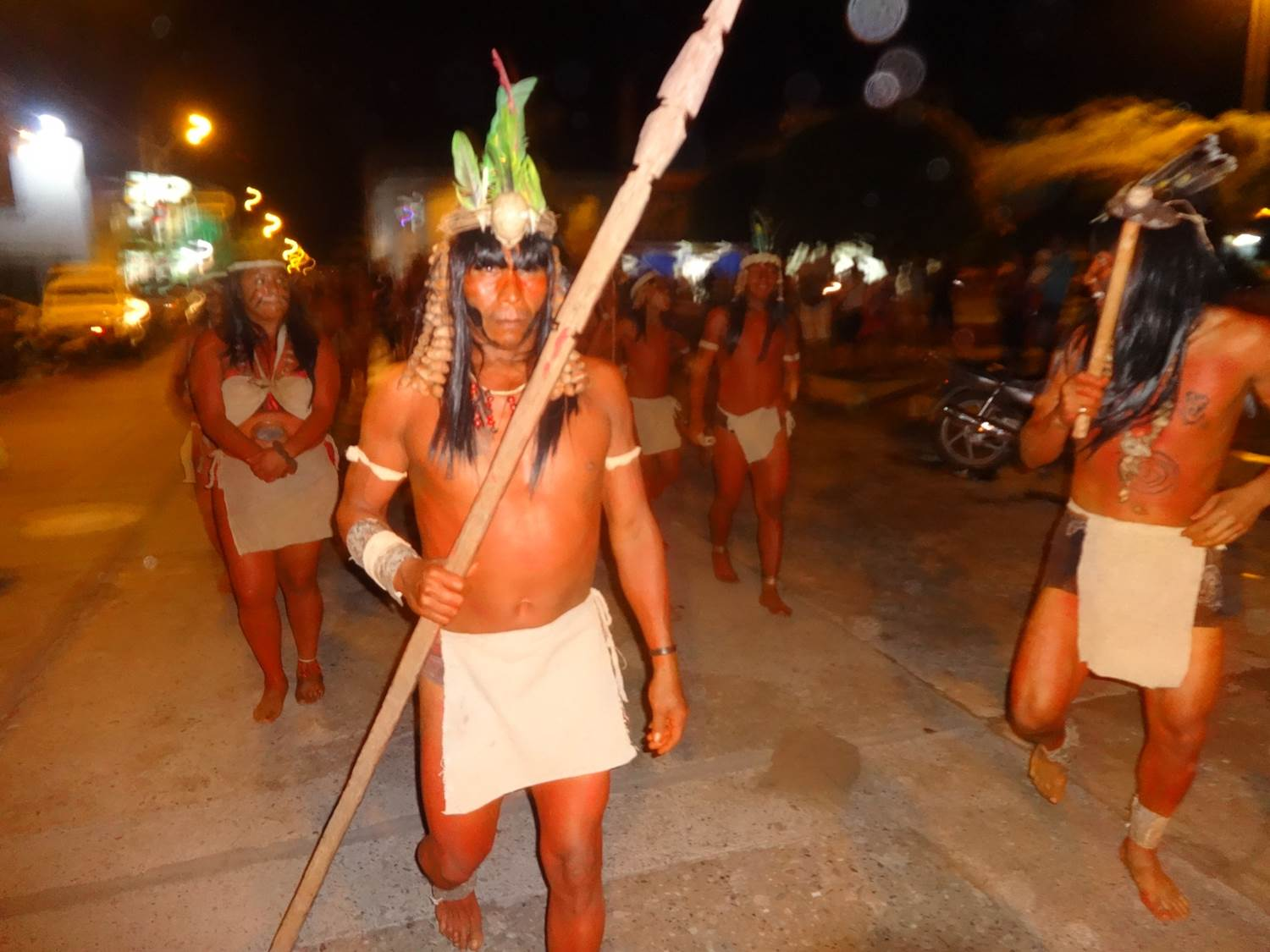
Los hibitos pajatenes

## Documentación
El cholón es la lengua mejor documentada de las dos, se conoce un cierto número de fuentes útiles para la descripción del dicha lengua:
- Pedro de la Mata, escribió hacia 1748, el Arte de la lengua cholona, el manuscrito fue comprado por la Biblioteca británica en 1863 y editado, parcialmente y con muchos problemas de transcripción, por Julio César Tello (1923: 690–750).
- Baltasar Jaime Martínez Compañón (1985 [1782–1790]) publicó una lista comparativa de 43 formas léxicas recogidas con hablantes de la conversión de Hivitos. La lista incluye muchas otras lenguas además del hivito y el cholón.
- Günter Tessmann (1930), recogió una lista de 30 palabras, para un estudio comparativo del noreste de Perú, basado en los datos proporcionados por Harvey Baessler a partir de un anciano que vivía en Pachiza.

En lo que sigue estas tres fuentes se abrevian como [PM], [MC] y [GT].

## Descripción lingüística

### Fonología
Aunque las fuentes contienen abundantes formas léxicas, resulta difícil a partir de ellas reconstruir plenamente los inventarios fonológicos del cholón y el hibito. El cholón es la lengua mejor documentada pero la adaptación al español ofrece muchas dudas sobre la articuación exacta de algunos sonidos y las oposiciones fonémicas existentes entre ellos. Provisionalmente, el inventario fonológico sería más o menos el siguiente:
|              | Labial | Alveolar | Palatal | Velar | Glotal |
| ------------ | ------ | -------- | ------- | ----- | ------ |
| Oclusivas    | p      | t        |         | k     | ʔ      |
| Africadas    |        | c        | č       |       |        |
| Fricativas   |        | s        | š       | h     |        |
| Aproximantes | w      | l        | ly, y   |       |        |
| Nasal        | m      | n        | ñ       | ŋ     |        |

El inventario vocálico también es relativamente simple:
|          | anterior | central | posterior |
| -------- | -------- | ------- | --------- |
| cerradas | i        |         | u         |
| medias   | e        |         | o         |
| abiertas |          | a       |           |

### Gramática
Una característica interesante es que algunos pronombres personales de segunda persona distinguen entre masculino y femenino. En caso del cholón esto no ocurre en el plural. Del mismo modo, puede apreciarse que el plural. se marca por medio del sufijo -ha, no sin antes agregar el sufijo conector -na. Por ejemplo los sufijos posesivos distinguen si el poseedor es hombre o mujer:
kacok / a-kcok / mi-kcok / pi-kcok
'caja' / 'mi caja' / 'tu.MASC caja' / 'tu.FEM caja'
O en las expresiones:
inčam-ma '¿qué dices-MASC?' (cuando se habla a un hombre)
inčam-pa '¿qué dices-FEM?' (cuando se habla a una mujer)
También hay distinción cuando se habla a una persona según sea hombre (-ey) o mujer  (-pey).

### Comparación léxica
Aunque algunos autores, entre ellos Cerrón Palomino, han expresado dudas sobre el parentesco entre el hibito y el cholón las listas de palabras existentes muestran un claro parentesco, el hecho de que existan correspondencias fonéticas regulares sugiere que esas coincidencias se deban a préstamos, a continuación se reproducen algunos ejemplos:
| GLOSA  | árbol                        | agua                         | hija             | hijo               |
| ------ | ---------------------------- | ---------------------------- | ---------------- | ------------------ |
| Cholón | mech (PM) mech (MC) meš (TG) | cot (PM) quõt (MC) köta (TG) | ñu (PM) -ñu (MC) | pul (PM) -pul (MC) |
| Hibito | mixs (MC) mitš (GT)          | cachi (MC) otšj (GT)         | ñoo (MC)         | pool (MC)          |

Una lista adicional de cognados puede obtenerse a partir de la lista de vocabulario de Martínez Compañón tiene las siguientes palabras para el hivito (hibito) y el cholón. Esta tabla ha sido reproducida paleográficamente, manteniendo la ortografía tal cual se encuentra en la lista
| GLOSA              | Hivito       | Cholón        |
| ------------------ | ------------ | ------------- |
| Dios               | (dioschu)    | (dios)        |
| Hombre             | nuum         | num           |
| Muger              | etlec        | yla           |
| Alma               | (animachu)   | nall          |
| Cuerpo             | asacpzi      | acho=ques     |
| Corazón            | thuo-suic    | aluñach       |
| Carne              | amaà         | chep          |
| Hueso              | chepce       | chel          |
| Padre              | cotc         | appa          |
| Madre              | queec        | appan         |
| 11. Hijo           | pool         | apul          |
| 12. Hija           | ñoo          | añu           |
| Hermano            | moscaá       | azot          |
| Hermana            | moscaá       | aquiñiu       |
| 15. Comer          | lop̄quem      | amoc          |
| 16. Beber          | vvic         | nig           |
| 17. Reír           | collam       | chasam        |
| 18. Llorar         | atzaquem     | yo=yam        |
| 19. Morir          | calguesquim  | ñpoli=cho     |
| 20. Gozo           | musugvem     | allgilubactam |
| 21. Dolor          | calac        | ysiam         |
| 22. Muerte         | huanc        | micol         |
| 23. Cielo          | puxam        | cenia         |
| 24. Sol            | ñim          | musac         |
| 25. Luna           | cuiñá        | peel          |
| 26. Estrellas      | cuichas      | que=nac       |
| 27. Fuego          | ucche        | vêt           |
| 28. Viento         | coctom       | mam           |
| 29. Pájaro         | cumcochi     | zuccill       |
| 30. Tierra         | caloch       | lluspey       |
| 31. Animal         | (animal)     | (animal)      |
| 32. Árbol          | mixs         | mees=ñgup     |
| 33. Tronco         | sangoch      | sangoch       |
| 34. Rama           | mixnul       | puchup        |
| 35. Flor           | (chucchum)   | ñuñap         |
| 36. Fruto          | llagna       | queniya       |
| 37. Yerba          | quiac        | pullo         |
| 38. Agua           | cachi        | quôt          |
| 39. Mar            | lapomcachi   | socotlol      |
| 40. Río            | cecllutcachi | quôt=ysoquôt  |
| 41. Olas           | omium        | ygiocsimam    |
| 42. Lluvia         | laamchus     | llisiac       |
| 43. Pez, ó pescado | cazop        | asua          |

Los términos entre paréntesis son préstamos del español u otra lengua identificada.

## Nombres en lenguas indígenas
Según Javier Cosavalente Galán, poblador de ascendencia hibita, de la localidad de Pachiza y Juanjuí, situado en la región San Martin, Perú, hasta la actualidad los pobladores de los valles del Huallaga, Huayabamba, Abiseo y Jelache todavía mantienen los nombres de sectores, ríos y cuencas con el nombre originario de la lengua hibita y cholón, como quebrada Pushám (Puxam) en hibito, quebrada Shelcache (cachi), quebrada Calcache, quebrada Pulcache, río Tocache, río Shemacache, todos ellos españolizados y asociados a agua (cachi en lengua hibita, y cachihuera o cashiuera, que significa ‘cascada’ en hibito), además de peces asociados al cholón como añashúa (súa le describe Pedro de la Matta, que significa ‘pez’ en cholón), cunchihuillo (‘bagre pequeño’), sapacunchi (‘bagre gordo’), piñacunchi (‘bagre con espina’), todos ellos asociados a la lengua cholón y, por último, ucculluccu (‘cabeza de lanza’), que significa ‘lagartija’. El complejo arqueológico del Gran Pajatén, que se encuentra en el territorio juanjuino, en el Parque Nacional del río Abiseo, declarado Patrimonio Mundial Mixto por la UNESCO en 1992, lleva el nombre originario del hibito, el cual proviene del río Pajatén, muy cerca a otro río que lleva el sufijo ten, como Caten; no se sabe con exactitud el significado de dicho nombre, pero se sabe que el sector ha sido denominado en honor a dicho río para fundar el desaparecido pueblo colonial hibito de Jesús de Pajatén en 1670, posteriormente a la fundación de otra reducción en la misma cuenca llamada Jesús de Ochanache (españolizado del cholón ocho-ñache (‘ojos grandes’).